# Hieracium elaeochlorum
Hieracium elaeochlorum es una especie de planta con flor del género Hieracium, de la familia Asteraceae, orden Asterales.

## Distribución
Hieracium elaeochlorum se distribuye por Rusia.

## Taxonomía
Fue descrita científicamente por Schljakov. Fue publicada en Fl. Murmansk. Obl.